# Tres Tombs de Sant Andreu de Palomar
|  | No s'ha de confondre amb Tres Tombs Infernals. |

La festa dels Tres Tombs de Sant Andreu de Palomar se celebra el diumenge més acostat a la festivitat de Sant Antoni Abat, que és el 17 de gener, a Sant Andreu de Palomar. L'activitat principal és una passada de bèsties cavalcades o tirant carruatges que fan un circuit per les places i carrers més cèntrics del barri. A mitjan camí, a la plaça d'Orfila, davant l'església, es beneeixen els animals. És una festa amb format de processó, amb un punt de sortida i un d'arribada, i s'hi han mantingut els tres tombs als carrers més cèntrics.

## Motiu
La festa es fa amb motiu de la diada de sant Antoni Abat, a qui la tradició atorga el patronatge dels animals útils per a les feines del camp. També és el patró dels gremis de traginers; per això, en honor seu, es fan a tot el país els tradicionals Tres Tombs, en què el sant beneeix les cavalleries i presideix les cavalcades. Segons la llegenda del sant, es va morir un 17 de gener, i per això ha quedat aquesta data per a retre-li homenatge.

## Orígens
Els Tres Tombs és una celebració en honor de sant Antoni molt arrelada a Barcelona, amb més d'un segle i mig de tradició. En el cas concret de Sant Andreu, la passada i la benedicció dels animals es fa des de temps immemorial, car és un indret amb un passat agrícola molt remarcable. També se celebren al barri de Sant Antoni.
En la primera època dels Tres Tombs, la sortida de cavalls i ases no feia estrany, perquè eren animals presents en la vida quotidiana de la ciutat. Ara ja fa decennis que han desaparegut, però la celebració es manté com a homenatge a aquestes bèsties que durant tants segles han estat el motor econòmic i social de Barcelona.

## Actes destacats
- La cavalcada. La cavalcada dels Tres Tombs concentra genets i carrosses amb els cavalls i ases i comencen un recorregut fins a la plaça d'Orfila, on es fa la benedicció dels animals i arrenquen els tres tombs que donen nom a la celebració. En acabat, el seguici continua el circuit fins al lloc previst d'arribada. A la cavalcada, hi participen llancers de la Guàrdia Urbana, bandes de música, una carrossa de Sant Antoni Abat, una colla de genets i amazones, el cap de bandera, el banderer, els cordoners, carros de carrera, carros de pagès, carrosses de menes diferents, etc.[5]
- La benedicció dels animals i els tres tombs. El punt culminant de la cavalcada és a migdia, quan el seguici es concentra a la plaça d'Orfila i el mossèn beneeix els animals participants i molts més que els veïns del barri hi porten expressament, sobretot gossos. A la plaça mateix comencen les tres voltes pels carrers més cèntrics de l'antiga vila i es continua el recorregut fins al punt final.[6]